# Armscor
Armscor est l'acronyme de Armaments Corporation of South Africa, un organisme sud-africain sous contrôle étatique créé officiellement en 1968 afin de gérer les programmes d'armements nationaux, ainsi que leur exportation. La mise sur pied de cette entreprise étatique découle de façon directe de l'embargo sur l'armement décrété par l'ONU en 1963 et imposé en 1967.

## Ramifications et implications
Du temps de l'Apartheid, Armscor gérait les programmes de tous les fabricants d'armements nationaux. Cela comprenait le domaine aérien avec Atlas Aircraft Corporation (hélicoptère de combat Denel AH-2 Rooivalk, avion de chasse Atlas Cheetah...), terrestre et même naval. Au plus fort de la politique militariste sud-africaine, environ un millier de sociétés et entreprises étaient impliquées dans la production ou le développement d'armements.
De plus, Armscor avait pour mission de marketer les productions nationales à l'exportation. Étant donné l'embargo, la plupart des transactions se faisaient assez discrètement. Ainsi, si les représentants sud-africains n'étaient pas admis dans les salons internationaux d'armement, on pouvait les rencontrer (et signer les contrats) aisément dans le premier grand hôtel venu où ils élisaient domiciles le temps du salon.  
Armscor entra également en contact avec la société Space Research Corporation (en) de Gerald Bull pour l'étude d'obusiers de 155 millimètres. La collaboration entre Armscor et Mr. Bull fut très active, l'Afrique du Sud achetant 30 000 obus d'artillerie et les plans du canon GC-45 (en), qui donna naissance en 1982 au G-5, version locale nettement améliorée du canon canadien. À noter que cette vente se fit avec l'aide d'Israël, qui achemina les pièces d'artillerie jusqu'en Afrique du Sud. La rumeur veut que certains agents de la CIA aient aussi été impliqués dans la transaction, même si aucun document ne le confirme. Ces activités violant l'embargo de l'ONU coûteront à M. Bull plusieurs années de prison.[réf. souhaitée]